# Jens Christian Skou
Jens Christian Skou (født 8. oktober 1918 i Lemvig, død 28. maj 2018 i Risskov ved Aarhus) var en dansk fysiolog. Jens Christian Skou blev cand.med. fra Københavns Universitet i 1944 og dr.med. fra Aarhus Universitet i 1954. Han blev professor i fysiologi ved Aarhus Universitet i 1963 og var 1978-1988 professor i biofysik ved samme universitet.
Jens Christian Skou arbejdede især med cellemembraners evne til at transportere stoffer ind og ud af cellen. Han offentliggjorde i 1957 sin første artikel om natrium-kalium-pumpen (Na+,K+-ATPase) og fik i 1997 Nobelprisen i kemi for opdagelsen.
Han var medlem af Videnskabernes Selskab og blev i 1985 æresdoktor (dr.med. h.c.) ved Københavns Universitet.
Han udgav selvbiografien Om heldige valg – eller hvad frøer, krabber og hajer også kan bruges til i 2013.

## Forskning
ATP (adenosintrifosfat) fungerer som energitransportør hos alle levede organismer. ATP fanger den kemiske energi, som frembringes ved forbrænding af føde, og overfører den til reaktioner, som kræver tilførsel af energi. ATP er opbygget af nukleosiden adenosin forbundet til tre fosfatgrupper på række. Ved afspaltning af den yderste fosfatgruppe dannes adenosindifosfat (ADP) samtidig med, at den frigjorte energi kan bruges ved andre reaktioner.
Allerede i 1920'erne var det kendt, at ionsammansætningen i levende celler er anderledes end i omgivelserne. Inden i cellerne er natriumkoncentrationen lavere og kaliumkoncentrationen højere end i væsken udenfor. Gennem arbejder af englænderne Richard Keynes og Alan Lloyd Hodgkin (Hodgkin fik Nobelprisen i medicin i 1963) i begyndelsen af 1950'erne blev det kendt, at ved en nervestimulation strømmer natriumioner ind i nervecellen. Forskellen i koncentration genskabes ved, at natrium på ny transporteres ud. At denne transport krævede ATP var sandsynligt, eftersom man kunne hæmme den i den levende celle ved at hæmme ATP-dannelsen.
Med dette som udgangspunkt begyndte Jens Christian Skou at søge efter et ATP-nedbrydende enzym i nervemembranen, som kunne forbindes med iontransport, og i 1957 offentliggjorde han den første artikel om en ATPase, som aktiveres af natrium- og kaliumioner (Na+, K+-ATPase). Han var den første, som beskrev et enzym, der kan give en rettet (vektoriel) transport af substanser over en cellemembran, en fundamental egenskab hos enhver levende celle. Senere har man påvist adskillige enzymer med principielt tilsvarende evne.

## Forskningspolitisk engagement
Jens Christian Skou kritiserede topstyring i forskning og samfundets fokus på praktisk og økonomisk relevant forskning, som han så som en trussel mod grundforskning af den slags, han selv bedrev.

## Forfatterskab
- Skou, J C (1989). "The influence of some cations on an adenosine triphosphatase from peripheral nerves. 1957". Biochim. Biophys. Acta. 1000: 439-46. PMID 2550074.
- Skou, J C (1989). "The identification of the sodium-pump as the membrane-bound Na+/K+-ATPase: a commentary on 'The Influence of Some Cations on an Adenosine Triphosphatase from Peripheral Nerves'". Biochim. Biophys. Acta. 1000: 435-8. doi:10.1016/s0006-3002(89)80038-1. ISSN 0304-4165. PMID 2550073.